# Chrysocharis mediana
Chrysocharis mediana är en stekelart som beskrevs av Förster 1861. Chrysocharis mediana ingår i släktet Chrysocharis, och familjen finglanssteklar. Arten är reproducerande i Sverige.